# Open de Portugal

Taça do Open de Portugal

O Open de Portugal é um dos principais torneios de golfe de Portugal e um dos mais emblemáticos torneios do calendário Europeu, parte do European Tour. É desde  2020 realizado no Royal Óbidos. Quando o tour nasceu em 1972, o Open de Portugal já existia desde 1953, sendo um dos eventos fundadores da primeira divisão europeia. O actual campeão é Marcel Schneider.
Desde essa primeira edição e até 2010, só não se jogou em 1957, 1965, 1970, 1980 e 1981, mas esteve ausente de 2011 a 2016.
Grandes nomes do golfe mundial passaram pelo torneio e entre os seus campeões houve estrelas do gabarito de Sam Torrance, Colin Montgomerie, Fredrik Jacobsen, Carl Pettersson, Miguel Angel Jiménez e Thomas Bjorn, este o último dos vencedores em 2010 na Penha Longa e, portanto, detentor do título, ex-capitão da equipa europeia da Ryder Cup.

## Vencedores
| Ano                      | Vencedor             | País             | Referências       |
| Open de Portugal         | Open de Portugal     | Open de Portugal | Open de Portugal  |
| ------------------------ | -------------------- | ---------------- | ----------------- |
| 2024                     | Matt Oshrine         | Estados Unidos   | Royal Óbidos      |
| 2023                     | Marco Penge          | Inglaterra       | Royal Óbidos      |
| 2022                     | Pierre Pineau        | França           | Royal Óbidos      |
| 2021                     | Marcel Schneider     | Alemanha         | Royal Óbidos      |
| 2020                     | Garrick Higgo        | África do Sul    | Royal Óbidos      |
| 2019                     | Adrian Meronk        | Polónia          | Morgado           |
| 2018                     | Dimitrios Papadatos  | Austrália        | Morgado           |
| 2017                     | Matt Wallace         | Inglaterra       | Morgado           |
| Estoril Open de Portugal |                      |                  |                   |
| 2010                     | Thomas Bjørn         | Dinamarca        | Penha Longa       |
| 2009                     | Michael Hoey         | Irlanda do Norte | Oitavos Dunes     |
| 2008                     | Grégory Bourdy       | França           | Oitavos Dunes     |
| 2007                     | Pablo Martín         | Espanha          | Oitavos Dunes     |
| Algarve Open de Portugal |                      |                  |                   |
| 2006                     | Paul Broadhurst      | Inglaterra       | Penina            |
| Estoril Open de Portugal |                      |                  |                   |
| 2005                     | Paul Broadhurst      | Inglaterra       | Oitavos Dunes     |
| Algarve Open de Portugal |                      |                  |                   |
| 2004                     | Miguel Ángel Jiménez | Espanha          | Penina            |
| 2003                     | Fredrik Jacobson     | Suécia           | Vale do Lobo      |
| 2002                     | Carl Pettersson      | Suécia           | Vale do Lobo      |
| 2001                     | Phillip Price        | País de Gales    | Quinta do Lago    |
| 2000                     | Gary Orr             | Escócia          | Penina            |
| 1999                     | Van Phillips         | Inglaterra       | Penina            |
| Open de Portugal         |                      |                  |                   |
| 1998                     | Peter Mitchell       | [ Inglaterra     | Penina            |
| 1997                     | Michael Jonzon       | Suécia           | Aroeira           |
| 1996                     | Wayne Riley          | Austrália        | Aroeira           |
| 1995                     | Adam Hunter          | Escócia          | Penha Longa       |
| 1994                     | Phillip Price        | País de Gales    | Penha Longa       |
| 1993                     | David Gilford        | Inglaterra       | Vila Sol          |
| 1992                     | Ronan Rafferty       | Irlanda do Norte | Vila Sol          |
| 1991                     | Steven Richardson    | Inglaterra       | Estela            |
| 1990                     | Michael McLean       | Inglaterra       | Quinta do Lago    |
| 1989                     | Colin Montgomerie    | Escócia          | Quinta do Lago    |
| 1988                     | Mike Harwood         | Austrália        | Quinta do Lago    |
| 1987                     | Robert Lee           | Inglaterra       | Estoril Golf Club |
| 1986                     | Mark McNulty         | Zimbabwe         | Quinta do Lago    |
| 1985                     | Warren Humphreys     | Inglaterra       | Quinta do Lago    |
| 1984                     | Tony Johnstone       | Zimbabwe         | Quinta do Lago    |
| 1983                     | Sam Torrance         | Escócia          | Tróia             |
| 1982                     | Sam Torrance         | Escócia          | Penina            |
| 1981                     | Sem torneio          | Sem torneio      | Sem torneio       |
| 1980                     | Sem torneio          | Sem torneio      | Sem torneio       |
| 1979                     | Brian Barnes         | Escócia          | Vilamoura         |
| 1978                     | Howard Clark         | Inglaterra       | Penina            |
| 1977                     | Manuel Ramos         | Espanha          | Penina            |
| 1976                     | Salvador Balbuena    | Espanha          | Quinta do Lago    |
| 1975                     | Hal Underwood        | Estados Unidos   | Penna             |
| 1974                     | Brian Huggett        | País de Gales    | Estoril Golf Club |
| 1973                     | Jaime Benito         | Espanha          | Penina            |
| 1972                     | German Garrido       | Espanha          | Estoril Golf Club |
| 1971                     | Lionel Platts        | Inglaterra       | Estoril Golf Club |
| 1970                     | Ramón Sota           | Espanha          | Estoril Golf Club |
| 1969                     | Ramón Sota           | Espanha          | Estoril Golf Club |
| 1968                     | Max Faulkner         | Inglaterra       | Estoril Golf Club |
| 1967                     | Ángel Gallardo       | Espanha          | Estoril Golf Club |
| 1966                     | Alfonso Angelini     | Itália           | Estoril Golf Club |
| 1965                     | Sem torneio          | Sem torneio      | Sem torneio       |
| 1964                     | Ángel Miguel         | Espanha          | Estoril Golf Club |
| 1963                     | Ramón Sota           | Espanha          | Estoril Golf Club |
| 1962                     | Alfonso Angelini     | Itália           | Estoril Golf Club |
| 1961                     | Ken Bousfield        | Inglaterra       | Estoril Golf Club |
| 1960                     | Ken Bousfield        | Inglaterra       | Estoril Golf Club |
| 1959                     | Sebastián Miguel     | Espanha          | Estoril Golf Club |
| 1958                     | Peter Alliss         | Inglaterra       | Estoril Golf Club |
| 1957                     | Sem torneio          | Sem torneio      | Sem torneio       |
| 1956                     | Ángel Miguel         | Espanha          | Estoril Golf Club |
| 1955                     | Flory Van Donck      | Bélgica          | Estoril Golf Club |
| 1954                     | Ángel Miguel         | Espanha          | Estoril Golf Club |
| 1953                     | Eric Brown           | Escócia          | Estoril Golf Club |